# Santa Rita, Vetagrande
Santa Rita är en ort i Mexiko.   Den ligger i kommunen Vetagrande och delstaten Zacatecas, i den centrala delen av landet, 500 km nordväst om huvudstaden Mexico City. Santa Rita ligger 2 084 meter över havet och antalet invånare är 1 320.
Terrängen runt Santa Rita är lite kuperad. Runt Santa Rita är det ganska tätbefolkat, med 160 invånare per kvadratkilometer. Närmaste större samhälle är Tacoaleche, 10,3 km söder om Santa Rita. Omgivningarna runt Santa Rita är i huvudsak ett öppet busklandskap.